# Hakea incrassata
Hakea incrassata (лат.) — кустарник, вид рода Хакея (Hakea) семейства Протейные (Proteaceae), произрастает в Западной Австралии. Цветёт с июня по ноябрь.

## Ботаническое описание
Hakea incrassata — плотный или редкий лигнотуберозный кустарник, достигающий высоты от 0,35 до 1,5 м. У мелких веточек белые расплющенные и спутанные тонкие волоски. Плоские, жёсткие и вечнозелёные листья скручены у основания и имеют узкую яйцевидную форму длиной от 1,1 до 8,5 см и ширину от 3 до 11 мм. Цветёт с июня по ноябрь бело-кремово-розовыми цветами. Соцветие обычно встречается на старых ветвях и содержит от 6 до 16 цветков. Околоцветник около 2 мм в длину и покрыт жёсткими белыми или бледно-коричневыми волосками. Пестик имеет длину от 1,9 до 2,5 мм. Шаровидный гладкий или с чёрными выпуклостями плод длиной от 1,7 до 3,3 см и примерно такой же ширины. Семена внутри имеют крыло длиной от 12 до 20 мм.

## Таксономия
Вид Hakea incrassata был впервые официально описан шотландским ботаником Робертом Броуном в 1830 году как часть работы Proteaceas Novas. Supplementum primum prodromi florae Novae Hollandiae. Единственным известным синонимом является Hakea leucadendron, описанная Карлом Мейсснером. Видовой эпитет — от латинского слова crassatus, означающего «утолщённый». Неясно, что Броун имел в виду, но считается, что это может быть связано со стеблем, который поддерживает плод.

## Распространение и местообитание
Растение является эндемичным на обширной территории регионов Уитбелт, Большой Южный и Голдфилд-Эсперанс в Западной Австралии от Нортгемптона на северо-западе до Равенсторпа на юго-востоке. Растёт в открытых экосистемах с низкими вересковыми пустошами, где встречается на песчаных или гравийных почвах вокруг или над латеритом или гранитом.